# Calle Córdoba (Málaga)
La calle Córdoba es una vía de tráfico rodado del Ensanche Centro de la ciudad de Málaga, España. Se trata de una de las cinco calles que unen la avenida de Manuel Agustín Heredia, junto al puerto con la Alameda Principal, junto al centro histórico. Anteriormente se llamó Avenida Carlos Haës.

## Edificios notables
Entre sus edificios destacan por su interés arquitectónico los n.º 3 y 10, ambos de estilo decimonónico malagueño; el n.º 4, obra de Germán Álvarez de Sotomayor del estilo de autarquía de 1952, que ocupa la Delegación Territorial de Salud y Bienestar Social de la Junta de Andalucía; el n.º 5, atribuido a Fernando Guerrero Strachan; el n.º 9, edificio moderno de esquinas redondeadas de Juan Jáuregui Briales; y el Antiguo Banco Hispanoamericano, cuya entrada se encuentra en la Alameda Principal pero con fachada lateral en calle Córdoba. Es esta una obra de carácter modernista de Guerrero Strachan y Manuel Rivera Vera, acabada en 1914. Además, también se sitúa en esta calle el Teatro del Soho.

## Vecinos ilustres
En calle Córdoba vivió el premio Nobel Vicente Aleixandre durante su estancia en Málaga. Desde 1960 una lápida recuerda la casa en la que residió.